# Bogwang-dong
Bogwang-dong là một dong, phường của Yongsan-gu ở Seoul, Hàn Quốc.

## Giáo dục
- Trường phổ thông Osan[4]
- Trường trung học Osan[5]

## Liên kết
- (tiếng Anh) Trang chính thức Yongsan-gu
- (tiếng Hàn) Trang chính thức Yongsan-gu
- (tiếng Hàn) Trang văn phòng dân cư Bogwang-dong